# 正長
正長是日本的年號之一。在應永之後，永享之前。指1428年~1429年。這個時代的天皇是稱光天皇、後花園天皇，由後小松上皇實施院政。室町幕府將軍空位。

## 改元
- 應永35年4月27日（陽曆1428年6月10日） 改元为正长。
- 正長2年9月5日（陽曆1429年10月3日） 改元為永享。

## 出典
出自『禮記正義』的「在位之君子、威儀不差忒、可以正長是四方之國」。

## 正長年間要事
- 元年7月28日（1428年） - 隨稱光天皇駕崩，後花園天皇踐祚。
- 元年 - 正長之土一揆

### 出生
- 元年（1428年） - 朝倉孝景、武將（文明13年逝世）

### 逝世
- 元年1月18日（1428年2月3日） - 足利義持、室町幕府4代將軍（南朝元中3年/北朝至德3年出生）
- 元年7月20日（1428年） - 稱光天皇、101代天皇（應永8年出生）

## 紀年和曆對照表
表格中各月的干支即為各月的第1日，「大」表示該月有30日，「小」表示該月有29日，「閏月」表格中的中文數字表示該年為閏某月，各月初一底下的數字表示對應的西曆日期。
| 西元   | 干支 | 紀年     | 一月   | 二月   | 三月   | 四月   | 五月   | 六月   | 七月   | 八月   | 九月   | 十月   | 十一月 | 十二月   | 閏月 |
| ------ | ---- | -------- | ------ | ------ | ------ | ------ | ------ | ------ | ------ | ------ | ------ | ------ | ------ | -------- | ---- |
| 1428年 | 戊申 | 正長元年 |        |        |        | 癸未小 | 壬子大 | 壬午小 | 辛亥大 | 辛巳小 | 庚戌大 | 庚辰小 | 己酉小 | 戊寅大   |      |
| 1428年 | 戊申 | 正長元年 |        |        |        | 5/15   | 6/13   | 7/13   | 8/11   | 9/10   | 10/9   | 11/8   | 12/7   | 1429/1/5 |      |
| 1429年 | 己酉 | 正長二年 | 戊申大 | 戊寅小 | 丁未大 | 丁丑小 | 丙午大 | 丙子大 | 丙午小 | 乙亥大 | 乙巳小 |        |        |          |      |
| 1429年 | 己酉 | 正長二年 | 2/4    | 3/6    | 4/4    | 5/4    | 6/2    | 7/2    | 8/1    | 8/30   | 9/29   |        |        |          |      |

## 相關項目
- 日本年號列表

| 前一年號： 應永 | 日本年號 正長 | 下一年號： 永享 |